# شهرستان کنت (میشیگان)
شهرستان کنت، میشیگان (به انگلیسی: Kent County, Michigan) یک سکونتگاه مسکونی در ایالات متحده آمریکا است که در میشیگان واقع شده‌است.